# 比企時員
比企 時員（ひき ときかず）は、鎌倉時代前期の比企一族の武士、鎌倉幕府御家人。比企能員の子。

## 生涯
父の能員は源頼朝の嫡男・頼家の乳母夫であり、後に娘（若狭局）を頼家に嫁がせて外戚となるなど、比企氏は鎌倉幕府の有力な御家人だった。文治4年（1188年）、頼家が初めて鎧を着用して馬に乗った際に小笠原長経らとともに伺候するのが『吾妻鏡』における初見である。建久10年（1199年）、鎌倉殿の地位を継承した頼家が十三人の合議制に反発し、狼藉不問などの特権を与えた取次役の5人に兄の比企三郎や小笠原長経、中野能成らとともに選ばれ、以後は頼家の最側近として仕えることとなる。蹴鞠に熱中した頼家が御所や渡御先で催した蹴鞠会には北条時房、大輔房源性、加賀房義印、紀行景らとともに毎回出席しており、また建仁元年（1201年）に頼家が猟犬を飼った際には小笠原長経や中野能成らとともにその飼育係に任命されている。
正治2年（1200年）、念仏僧を嫌った頼家の命で念仏僧14人から袈裟を没収焼却した。伊勢称念という僧はこの所業に抗議して頼家の治世を批判し、自分の袈裟は燃やすことはできないと言ったが、果たしてその言葉通りとなったという。なお『吾妻鏡』正治2年（1200年）2月26日条には「比企判官四郎宗員」という人物が出てくるが、時員と同一人物か別人かは不明。建仁3年（1203年）、阿野全成が謀叛の疑いで捕縛された際には頼家に命じられ、北条政子に仕えていた全成の妻・阿波局の引き渡しを要求したが、政子より拒否されている。同年9月2日、北条氏との対立による比企能員の変では、一族とともに小御所に籠もったが、北条方に攻められて討死にした。

## 関連作品
テレビドラマ
- 『草燃える』（1979年、NHK大河ドラマ） - 演：山本茂[要出典]
- 『鎌倉殿の13人』（2022年、NHK大河ドラマ） - 演：成田瑛基